# Suore orsoline figlie di Maria Immacolata
Le Suore Orsoline Figlie di Maria Immacolata sono un istituto religioso femminile di diritto pontificio: i membri di questa congregazione, dette Orsoline di Verona, pospongono al loro nome la sigla O.F.M.I.

## Storia
La congregazione venne fondata dal sacerdote italiano Zefirino Agostini (1813-1896): parroco dei Santi Nazaro e Celso di Verona, iniziò a preoccuparsi della formazione delle fanciulle del quartiere.
Cercò di far giungere le suore Canossiane per aprire una scuola; essendo queste impossibilitate, assieme ad alcune parrocchiane (Fiorenza Quaranta, Maria Bollezzoli) istituì la compagnia delle "Sorelle devote di sant'Angela Merici", le cui regole vennero approvate dal vescovo Benedetto Riccabona de Reinchenfels, e le sorelle iniziarono a condurre vita comune il 1º novembre 1856.
L'istituto venne eretto in congregazione di diritto diocesano con decreto del vicario capitolare di Verona, Giordano Corsini, del 24 giugno 1923; ricevette il pontificio decreto di lode il 14 marzo 1932 e venne approvato definitivamente dalla Santa Sede il 3 aprile 1940.
Diffusesi rapidamente in tutta Italia, nel 1960 le Orsoline aprirono la loro prima filiale all'estero, in Madagascar.
Il fondatore è stato proclamato beato in Piazza San Pietro a Roma il 25 ottobre 1998 da papa Giovanni Paolo II.

## Attività e diffusione
Le Orsoline Figlie di Maria Immacolata si dedicano all'attività educativa nelle parrocchie, nelle scuole, nei collegi, in pensionati universitari e nelle opere assistenziali.
Oltre che in Italia, sono presenti in Svizzera, in Africa (Benin, Burkina Faso, Madagascar, Togo) e nelle Americhe (Brasile, Cile, Paraguay, Perù, Uruguay); la sede generalizia è a Verona.
Al 31 dicembre 2005, la congregazione contava 628 religiose in 78 case.